# Marjorie Main

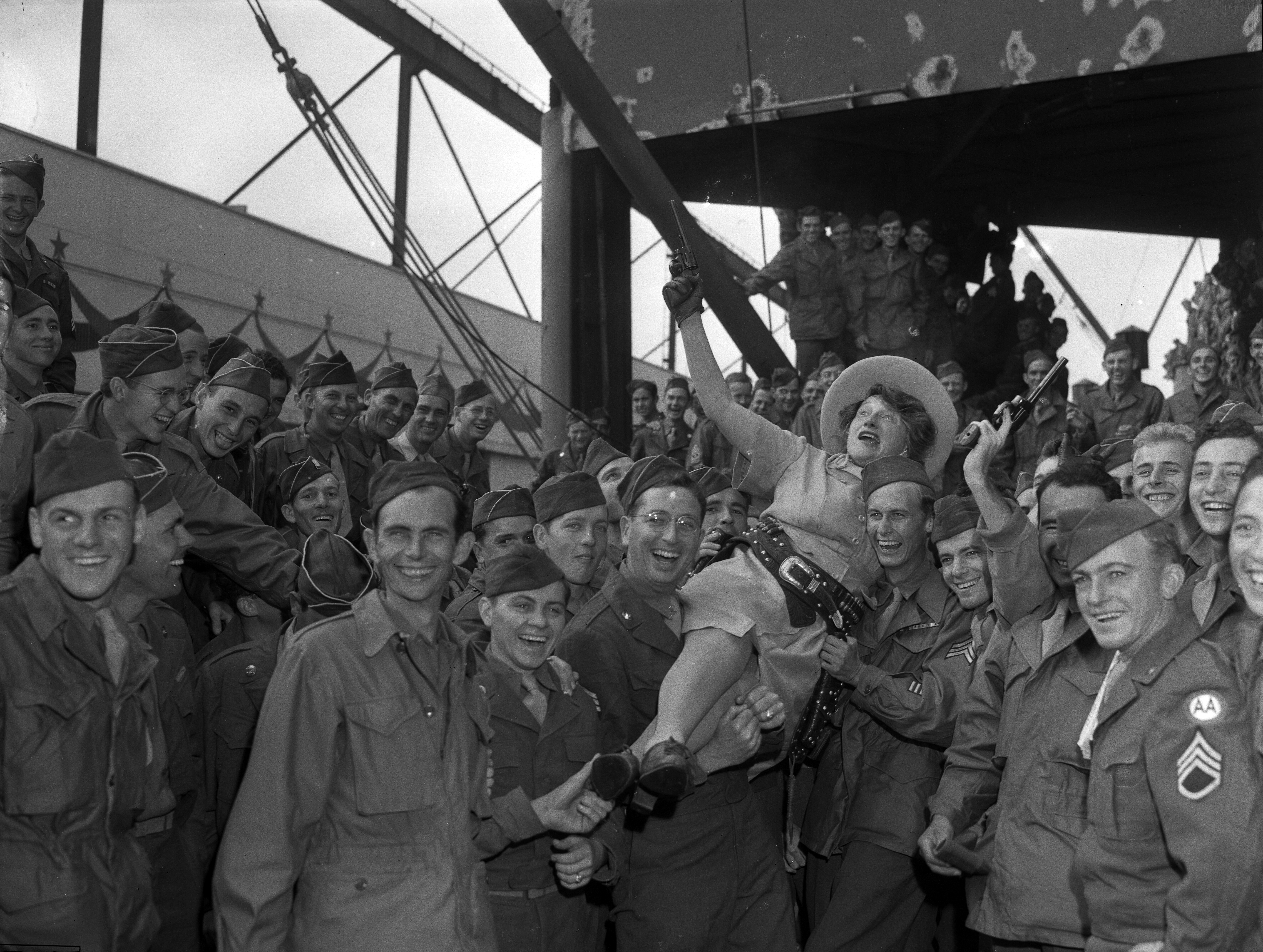
Marjorie Main mit US-Soldaten (1946)

Marjorie Main (* 24. Februar 1890 in Acton, Indiana; † 10. April 1975 in Los Angeles, Kalifornien; eigentlich Mary Tomlinson) war eine US-amerikanische Schauspielerin.

## Leben und Karriere
Marjorie Main begann ihre Karriere mit Auftritten im Vaudeville und bei verschiedenen Tourneetruppen. Sie schaffte den Sprung an den Broadway und ab 1932 zum Film. Zunächst waren ihre Rollen eher klein, doch ab Mitte der 1930er-Jahre konnte sie sich als beliebte Nebendarstellerin etablieren. Für ihre Darstellung von Humphrey Bogarts verzweifelter Mutter in Sackgasse erhielt sie exzellente Kritiken, war danach jedoch meist als Angehörige der Unterschicht zu sehen, die sich aufopfert, um den Kindern ein besseres Leben zu bieten. Erst mit dem Wechsel zu MGM gelang ihr Anfang der 1940er der Wechsel ins komödiantische Fach. An der Seite von Wallace Beery war Main in einer Reihe von sehr erfolgreichen Filmen zu sehen, in denen sie vor allem resolute und scharfzüngige Frauen verkörperte. Einen ihrer bekanntesten Auftritte hatte sie als Haushälterin im Musicalklassiker Meet Me in St. Louis (1944) unter der Regie von Vincente Minnelli.
1947 spielte sie in der Filmkomödie Das Ei und ich an der Seite von Claudette Colbert die Rolle der Ma Kettle, einer nach außen hin rauen Farmerin mit einem Herzen aus Gold. Für diese Rolle war sie bei der Oscarverleihung 1948 als beste Nebendarstellerin nominiert. Das Ei und ich spielte fast fünf Millionen US-Dollar ein und das Studio Universal Pictures machte aus den Figuren von Ma und Pa Kettle, gespielt von Main und Percy Kilbride, die Helden einer Reihe von neun Spielfilmen. Nach dem Ende der Filmreihe zog sich Main im Jahr 1957 ins Privatleben zurück. 
Marjorie Main verstarb 1975 im Alter von 85 Jahren. Sie war von 1921 bis zu dessen Tod mit dem bekannten Psychiater Stanley LeFevre Krebs (1864–1935) verheiratet.

## Filmografie (Auswahl)
- 1929: Harry Fox and His Six American Beauties (Kurzfilm)
- 1931: Der Mannsteufel (A House Divided)
- 1932: Der Mann, den sein Gewissen trieb (Broken Lullaby)
- 1934: Art Trouble (Kurzfilm)
- 1934: Liebesreigen (Music in the Air)
- 1934: Verbrechen ohne Leidenschaft (Crime Without Passion)
- 1937: Sackgasse (Dead End)
- 1937: Stella Dallas
- 1937: The Shadow
- 1938: Der Testpilot (Test Pilot)
- 1938: Three Comrades
- 1938: Zu heiß zum Anfassen (Too Hot to Handle)
- 1938: Millionärin auf Abwegen (There Goes My Heart)
- 1938: Girls’ School
- 1939: Die Frauen (The Women)
- 1939: Musik fürs Leben (They Shall Have Music)
- 1939: Dünner Mann, 3. Fall (Another Thin Man)
- 1940: I Take This Woman
- 1940: Susan und der liebe Gott (Susan and God)
- 1940: Schwarzes Kommando (Dark Command)
- 1941: Die Frau mit der Narbe (A Woman’s Face)
- 1941: Ein toller Bursche (Honky Tonk)
- 1941: Verfluchtes Land (The Shepherd of the Hills)
- 1942: We Were Dancing
- 1942: Tennessee Johnson
- 1943: Ein himmlischer Sünder (Heaven Can Wait)
- 1943: Johnny Come Lately
- 1944: Meet Me in St. Louis
- 1946: The Harvey Girls
- 1946: Eine Falle für den Banditen (Bad Bascomb)
- 1946: Der unbekannte Geliebte (Undercurrent)
- 1947: Das Ei und ich (The Egg and I)
- 1947: Die Wildwest-Witwe (The Wistful Widow of Wagon Gap)
- 1948–1957: „Ma and Pa Kettle“-Filmreihe (neun Spielfilme)
- 1950: Summer Stock
- 1951: Der Gauner und die Lady (The Law and the Lady)
- 1952: Die Schönste von New York (The Belle of New York)
- 1953: Villa mit 100 PS (The Long, Long Trailer)
- 1954: Rose Marie
- 1956: Lockende Versuchung (Friendly Persuasion)

## Auszeichnungen
- Oscarverleihung 1948: Nominierung für den Oscar/Beste Nebendarstellerin – Das Ei und ich